# ジェイムズ・ダグラス (第2代ダグラス侯爵)
第2代ダグラス侯爵ジェイムズ・ダグラス（James Douglas, 2nd Marquess of Douglas、1646年 – 1700年2月25日）は、スコットランド貴族。ダグラス家は第2代ダグラス侯爵の祖父と父の代に多額の債務を重ね、侯爵は晩年に管財人を任命することを余儀なくされた。管財人たちは侯爵の死後、債務整理に成功した。
1655年から1660年までアンガス伯爵の儀礼称号を使用した。

## 生涯
アンガス伯爵および初代オーモンド伯爵アーチボルド・ダグラス（初代ダグラス侯爵ウィリアム・ダグラスの息子）と1人目の妻アン（1614年11月23日洗礼 – 1646年8月16日、第3代レノックス公爵エズメ・ステュアートの娘）の息子として、1646年に生まれた。1655年4月16日に父が死去、1660年2月19日に祖父が死去すると、ダグラス侯爵位を継承した。父はジェイムズを自身の異母妹にあたるマーガレット・アレグザンダー（Margaret Alexander、ウィリアム・アレグザンダーの妻）のもとに預けたが、マーガレットはジェイムズの父とほぼ同時期に死去した。
1668年9月8日に父の遺産相続人として認定されたが、ダグラス家はジェイムズの父と祖父の代に多くの債務を重ね、1698年には管財人を任命せざるを得なかった。このとき、債務の金額が24万ポンド・スコッツ以上と判明した。管財人たちは最終的には債務整理に成功したが、その努力が実を結ぶのはダグラス侯爵の死後のこととなった。
1671年、スコットランド枢密院の枢密顧問官に任命された。しかし家計の状況により政治ではスコットランド議会に登院する程度しかできず、また『スコッツ貴族名鑑』では政府の抑圧的な政策に反対したことも理由として挙げられ、名誉革命以降に政治への関与を増やしたことが証拠として挙げられた。1689年5月、国王ウィリアム2世（イングランド王ウィリアム3世）により改めて枢密顧問官に任命され、1690年ごろに初代ダンディー子爵ジョン・グラハムから没収した財産を与えられた。
1700年2月25日にダグラスで死去、3月1日に同地で埋葬された。三男アーチボルドが爵位を継承した。

## 家族
1670年9月7日、エディンバラでバーバラ・アースキン（Barbara Erskine、1690年8月没、第21代マー伯爵ジョン・アースキンの娘）と結婚、1男をもうけた。結婚にあたりダグラス城が居城として改修されたが、2人の仲は良くなく、1681年2月に別居した。
- ジェームズ（英語版）（1671年 – 1692年8月3日） - 生涯未婚、ステーンケルケの戦いで戦死[1]

1692年12月13日、メアリー・カー（Mary Kerr、1674年10月洗礼 – 1736年1月22日、初代ロジアン侯爵ロバート・カーの娘）と再婚、2男1女をもうけた。2人の関係は良好であり、メアリーはダグラス家の債務整理に成功した。
- ウィリアム（1693年10月15日 – 1694年5月20日） - 夭折[1]
- アーチボルド（1694年10月13日洗礼 – 1761年7月21日） - 第3代ダグラス侯爵、初代ダグラス公爵[1]
- ジェーン（英語版）（1698年3月17日 – 1753年11月22日） - 1746年8月4日、ジョン・ステュアート（のちの第3代準男爵、1764年6月14日没）と結婚、子供あり。初代ダグラス男爵アーチボルド・ダグラス（英語版）の母[3]

ダグラス侯爵の1度目の結婚が破局する話は、バラッド「ワリー・ワリー（Waly Waly）」によって伝承されており、このバラッドは「Jamie Douglas」、「When Cockleshells Turn Silver Bells」、「Water Is Wide」など多数の異なる題名でも知られ、多数の異なる歌詞や旋律で歌われている。歌詞の内容を信じるなら、1681年にウィリアム・ローリー（William Lowrie）から、ダグラスの耳に、妻アースキンが他の男と寝ているという噂が伝えられ、ダグラスは即座に妻を離縁したのだという。妻は実家の父に連れ帰られ、その後にも再婚しなかった。『オックスフォード英国人名事典』はローリーがダグラス家の財政をさらに悪化させたと批判、侯爵の2人目の妻は1698年の管財人任命でローリーをダグラス家の財政管理から締め出したが、侯爵はローリーを長らく信頼しており、1699年にようやく妻に説得されローリーへの見方が変わった。
| 「 | ダグラス侯爵は、若い男、結婚すべき許嫁がいた お相手は、ウィドウ・ジャック（Widow Jack）という名のパースの宿屋の主人の娘だったが アバ・ハウス（Aba House）で、レディ・バーバラ・アースキンというマー伯爵の娘と結婚した これは、レディにとっては不幸な結婚だった。侯爵は 道楽者で、取り巻きのローリー・ オブ・ブラックウッド（かつてレディに求婚して拒まれた男とされる）から 夫人の不貞を吹き込まれ、その挙げ句に夫妻は 夫人がひとりの息子を生んだ後に、離婚することになった。悲しみの ダグラス侯爵夫人は、人々の間に広まった、当時のバラッドで描かれ その歌詞の一部は広く愛唱される「ウェイリー・ウェイリー」となっている。 ‘O wherefore should I busk my head, Or wherefore should I kaim my hair, Since my true love has me forsook, And says he‘ll never love me mair. Now Arthur’s Seat shall be my bed, The sheets shall ne’er be pressed by me, St Anton’s Well shall be my drink, Since my true love’s forsaken me. O Martinmas wind, when wilt thou blaw, And shake the green leaf aff the tree? O gentle death, when wilt thou come, And take a life that wearies me?’ | 」 |